# 어유구
어유구(魚有龜, 1675년 4월 18일 ~ 1740년 1월 16일)는 조선시대 후기의 문신이자 외척으로 경종의 비 선의왕후의 친정아버지이다. 학자 어유봉(魚有鳳)의 동생이다. 본관은 함종(咸從). 자는 성칙(聖則), 호는 긍재(兢齋). 시호는 익헌(翼獻)이다.
서인 당원이었으나 서인의 분당 이후 노론이 되었다. 그러나 그의 딸은 경종비가 된 이후 소론성향으로 돌아선다. 1728년(영조 5) 이인좌의 난 진압 직후 분무원종공신 1등(奮武原從功臣一等)에 책록되었다. 경종의 장인이면서 조카사위 홍상한을 통해 사도세자빈 혜경궁 홍씨와도 인척간이 된다.

## 생애
1675년(숙종 1) 4월 18일에 한성부에서 태어났으며 양주군 해등촌면으로 이주하였다. 1699년(숙종 25) 생원, 진사 사마양시에 합격, 태릉(泰陵)의 참봉을 거쳐 1707년 별시 문과에 병과로 급제, 정언,수찬,응교 등을 지냈다. 괴원 소속으로 천거를 받아 성균관전적으로 승진하였다. 1713년 홍문록(弘文錄) 편찬에 참여하였다. 이후 기성 낭청으로 옮겼다가 사간원정언, 시강원사서, 시강원문학 등을 거쳐 외직으로 경기도도사로 나갔다.
다시 내직으로 돌아와 사헌부지평에 제수되고, 홍문관수찬과 교리, 응교 등을 거쳐 사헌부집의를 역임하였다. 동시에 겸임으로 춘방과 한학교수, 남학교수를 지냈고, 암행어사로 파견되기도 했다. 1718년 당상관으로 승진하여 동부승지로 특별히 제수되었다가, 승지 등을 거쳐 1718년 병조참지로 있을 때 딸이 세자빈에 책봉되었으며, 이때 형 어유봉에 의하면 그는 불안하게 여겼다 한다. 곧 승선과 사간원대사간이 되었다.
이후 호조참의와 예조참의를 여러번 역임하고 강화부유수로 발령되었다. 강화부 유수 재직 중이던 1720년 6월 숙종이 죽고 경종이 즉위하자 돈령부영사 함원부원군(咸原府院君)에 봉해지고, 1721년(경종 1) 호위대장을 겸직하고, 1721년 사직 김일경(金一鏡) 등이 상소를 올려, 노론 4대신(김창집, 이이명, 이건명, 조태채)의 세제 대리청정 주장이 역모라고 규탄하여 4대신이 파직되자, 그는 오히려 노론 4대신을 옹호하며 김일경 등의 상소를 비판했다. 그 해 어영대장(御營大將) 겸 훈련대장, 22년 영돈령부사가 되었다. 이때 유생 황욱(黃昱), 김수구(金壽龜) 등이 윤선거(尹宣擧), 윤증(尹拯) 부자의 사면과 복권을 상소하자, 그는 윤증에 대해 스승을 배반한 죄를 지적하며 이들의 복권을 반대하였다.
1722년(경종 3) 목호룡의 고변 사건에 참여한 부사공신(扶社功臣)을 녹훈할 때, 김일경이 공신으로 어유구도 포함되어야 된다고 하자 이를 불편하게 여겨 양주군 해등촌면으로 내려갔다.
경종이 소론에 기울었던 것에 반해 어유구는 신임사화 때 노론(老論)을 극력 옹호하였고 유생들이 건의한 윤선거(尹宣擧), 윤증(尹拯) 부자의 신원과 복직에 반대하였다. 1722년(경종 3)에는 사간원사간 정해(鄭楷)가 그가 노론을 비호한다며 논죄하였다. 그 뒤 경기도 양주(楊州) 해등촌면에 낙향하였다.
1724년(영조 즉위) 세제가 영조로 즉위하자 노론 일각에서 그가 신임사화 때 내통했다며 심문하자는 건의를 하였으나 영조가 이를 거절, 무마시켰다. 영조 때 여러 벼슬에 임명되었으나 모두 사퇴하였다. 1728년(영조 5) 이인좌의 난 진압 직후 분무원종공신 1등(奮武原從功臣一等)에 책록되었다. 1735년 훈련대장, 1736년 수어사로 임명되었으나 모두 사퇴하였다. 다시 어영대장에 임명되어 세번을 어영대장을 역임했다. 문집에 《긍재편록 (兢齋編綠)》, 《농암사단칠정변 (農巖四端七情辨)》 등이 있다. 1739년 가을에 병에 걸려 여러번 사직을 청하여 어영대장에서 물러났다. 1740년 1월 감기에 걸렸다가, 감기가 악화되어 그해 1월 16일에 사망했다.
사후 증 의정부영의정에 추증되었다. 묘비문은 그해 6월 형 어유봉이 지었는데, 그의 사망 원인을 1740년 1월 감기에 걸려 1월 16일에 사망했다고 상세히 기록하였다.

## 저서
- 《긍재편록 (兢齋編綠)》
- 《농암사단칠정변 (農巖四端七情辨)》

## 가족관계
- 고조부 : 어몽린(魚夢獜)
  - 증조부 : 어한명(魚漢明)
    - 할아버지 : 어진익(魚震翼)
      - 아버지 : 어사형(魚史衡)
      - 어머니 : 유씨(柳氏) - 유거의 딸
        - 형 : 어유봉(魚有鳳)
        - 형수 : 김수증의 딸
          - 조카 : 어석윤(魚錫胤)

      - 장인 : 이하번(李夏蕃) - 중종의 5세손
        - 본인 : 어유구(魚有龜) - 경종의 국구 영돈녕부사 · 함원부원군(咸原府院君)
        - 처 : 완릉부부인(完陵府夫人) 전주 이씨
          - 장녀 : 선의왕후
          - 사위 : 경종
          - 차녀 : 함종 어씨
          - 사위 : 청송 심씨 심이지(沈履之, 1720년 ~ 1780년, 이조참판) - 호조판서 심이지(沈頤之, 1735년 ~ 1796년)의 사촌, 이조판서 심수(沈鏽, 1707년 ~ 1776년)의 조카, 광주목사 · 증 이조참판 심탁(沈鐸)의 아들, 담양부사 · 증 좌찬성 심계현(沈啓賢, 심택현의 형)의 손자
            - 외손자 : 심능필(沈能弼, 정주목사) - 좌의정 홍인한(洪麟漢, 1722년 ~ 1776년)의 사위

          - 장남 : 어석정(魚錫定)
          - 며느리 : 청송 심씨 - 영조의 부마 청성위 심능건(靑城尉 沈能建, 1752년 ~ 1817년)의 고모, 삭녕군수 · 증 영의정 심정지(沈鼎之)의 여동생, 해주목사 · 증 좌찬성 심규(沈규)의 딸, 이조판서 · 좌참찬 · 판돈녕부사 청헌공 심택현(淸獻公 沈宅賢, 1674년 ~ 1736년)의 손녀

    - 종조부 : 어진열(魚震說)

## 기타
- 그의 형 어유봉의 문하생이자 사위가 홍상한이다. 홍상한의 삼촌 홍현보의 아들이 홍봉한, 홍인한, 홍용한, 홍준한 4형제이다. 조카사위 홍상한을 통해 혜경궁 홍씨와도 인척간이 된다.
- 어유구의 외손자 심능필은 어유구의 사위 심이지의 아들이고, 심능필은 홍인한의 사위이다.

## 같이 보기
- 어유봉
- 선의왕후
- 희빈 장씨
- 경종
- 심호
- 단의왕후
- 심유현
- 심택현
- 심수
- 심이지
- 심능건